# ۴-کلروفنوکسی‌استیک اسید
۴-کلروفنوکسی‌استیک اسید (به انگلیسی: 4-Chlorophenoxyacetic acid) یک ترکیب شیمیایی با شناسه پاب‌کم ۲۶۲۲۹ است. 